# فرانک بولتون
فرانک بولتون (انگلیسی: Frank Boulton; ۱۲ اوت ۱۹۱۷ – ۱۲ ژوئن ۱۹۸۷) یک فوتبالیست بود که در پست دروازه‌بان در باشگاه فوتبال آرسنال، باشگاه فوتبال دربی کانتی، باشگاه فوتبال سوئیندون تاون بازی می‌کرد.